# 权利要求
权利要求（英文：claims）是指专利或专利申请中除说明书部分之外，由一系列有编号的表达式，或者更准确的说是名词词组组成的部分。权利要求以科学术语定义该专利或专利申请所给予的保护范围。它们不论在专利申请还是专利诉讼中都起着最关键的影响。
举例来说，一条权利要求可以写成以下的形式：
- "一种用于处理液体的方法，包括步骤：……"
- "一种用于筛土的滚动筛，由滚动筛网和支架构成……"
- "本实用新型包括有滑轮、座体，其特征在于：……"
- "An device for catching mice, comprising a base member for placement on a flat surface, a spring member..."
- "A chemical for cleaning windows, comprising approximately 10–15% ammonia, ..."

为了排斥他人使用一项获得专利的发明，这个专利的所有人（专利权人）需要在法庭上证明其他人正在使用的事物落入这个专利权利要求的范围之内。因此，对于权利要求来说，将该发明与所谓的在先技术区分开的限制的数量越少的话，该权利要求就越有价值。另一方面，当一条权利要求所包含的限制越少的时候，它被先前的技术覆盖或者"照读"的机会也就越大，也就很容易在审查过程中被驳回或者在之后因为缺乏新颖性而被宣告无效。

## 历史
专利并不是从来就包括权利要求的。在许多欧洲国家，1970年代之前有许多专利都没有包括权利要求。在那时要判断一种产品是否侵犯一个专利是很困难（也很主观）的，因为了解该专利的保护范围的唯一途径就是由在先技术来分析该专利的说明。从1836年专利法案颁布开始，权利要求就已经是美国专利申请中的必需部分了。然而，即使在以权利要求作为决定专利保护范围的参考的专利法律系统内，使用权利要求的方法也有极大的不同。传统上来说，权利要求的体系有两种：
- 中心权利要求体系，即是权利要求可以定义发明创造的专利的"中心"。保护的准确范围是由发明人在该领域内对技术进步的贡献而决定的。中心权利要求体系曾经在过去很长时间内在美国和英国使用过。现在德国和其它绝大多数欧洲大陆国家都还在使用它。

- 周边权利要求体系，即是权利要求精确的决定专利保护的边界，或范围。在这个体系中，专利申请人（或者他的代理人）撰写好的权利要求的责任增加很多。申请人所获得的保护不会比他所要求的多任何一点点，当然前提是这个发明得有新颖性、非显而易见性。这样的话，理论上第三者是比较容易去检查是否有侵权的情况发生。这个体系当前在英国和美国被使用。

权利要求是专利制度中特有的概念；权利要求是具有相对固定格式的“文字作品”，权利要求自身是一个技术方案，是对发明内容的高度概括，实质上是专利权的客体，其具有双重属性：事实属性和法律属性。

## 要求
在欧洲专利公约（EPC）中，一条权利要求必须用技术特征来定义寻求保护的主体。这些技术特征可以是结构性的（例如一颗钉子、一颗铆钉）或者功能性的（例如紧固的工具）。

## 解释
权利要求经常包含精确的语言。权利要求中广泛使用的某些词语具有由之前的法庭裁判所决定的很特别的含义。这些含义与日常所用的含义可能有出入。例如，在美国专利的权利要求中，“comprise”的意思是“至少包括”。相反的，词语“consists”的意思是“仅仅包括”，而这可以导致专利的保护范围有极大的不同。
另外，在专利实践，至少是美国的专利实践中，一个专利申请的发明人可以“成为他们自己的词典编撰者”。这就是说发明人可以给予某一个普通的词语或短语和其通常的定义非常不同和特别的意思。因此，权利要求的解释必须依赖于该专利的“说明书”中对词语的释义。一个专利的“说明书”是对如何制造和使用这个发明的书面描述（参见：充分公开）。

## 权利要求的基本种类
权利要求的基本种类有两种： 
- 独立权利要求，其可以独立存在，以及
- 从属权利要求，通常描述特定的实施例以作为保险之用，其必须从属于一条或数条权利要求。短语“在一个实施例中”、“在一个优选实施例中”、“在一个特殊实施例中”、“在一个最优实施例中”或类似的，等等，经常出现在专利申请的具体实施方式部分中，用来介绍该发明一个特殊的实施或者执行的方法。这些实施例通常对应于从属权利要求或者可以成为从属权利要求的基础。每一条从属权利要求按法律要求必须要比其从属的独立权利要求的范围狭窄。相应的，可能有人认为从属权利要求存在的意义不大。然而事实上，专利的申请人提交和获得批准一系列的从属权利要求至少有两个好处：

- 对独立权利要求语言的解释：独立权利要求通常都是以非常广义的术语组成的，从而避免竞争对手通过对基本设计某些方面的变更来绕过权利要求。但是当一个很广义的术语被使用时，这个词语本身的范围也会成为疑问。例如，“底部”包不包括“一些支柱”？ 一条包含“其中该底部包括一些支柱”的从属权利要求，如果能通过的话，就能起到解释和澄清的作用。

- 基本权利要求可能无效：不管是在专利申请刚开始还是在已经获得专利权之后，都不可能知道某条权利要求是否有效。这是因为任何在申请日之前一年内在世界上任何地方，任何语言的公开都能够使得专利无效（美国的规定，其它的国家可能还要严格些）。由于不可能完全知道世界上所有的公开，不确定性总是存在的。如果独立权利要求被判定为无效，那么，它的从属权利要求还是有可能存活，并且具有足够宽的保护范围以阻止竞争者进入关键的有商业价值的范围。

当一条特殊种类的权利要求（见下文），例如一条产品权利要求，从属于一条其它种类的权利要求，例如过程权利要求时，它就不会被看成是一条从属权利要求而是一条独立权利要求（至少在欧洲专利公约中是这样）。
权利要求也可以根据它们“要求”的对象来分类。一条权利要求可以指
- 一个物理意义上的实体，例如，一个产品（或原料）或者是一个装置（或者仪器、系统、物件......）。这样的权利要求叫做“产品权利要求”或者“装置权利要求”；或者

- 一项活动，例如一个过程（或方法）或者使用。这样的权利要求叫做“过程权利要求”（或者方法权利要求）或者“使用权利要求”。

## 特殊种类的权利要求

### Beauregard权利要求
在美国专利法中，Beauregard权利要求是一种关于计算机可读的媒介权利要求，是根据Beauregard案而命名的。

### 商业方法权利要求
商业方法权利要求是指该权利要求描述了与商业有关的技术，例如一个特别的宣传产品的方法或特别的与顾客沟通的方法。这种权利要求中每一个元素都是以动词短语的形式存在的，例如，用一个动词作为每一个步骤的开头。这与装置权利要求刚好相反；后者是使用名词短语，例如， 用一个名词作为每一个记载的元素的开头。每个名词在第一次使用时被冠以“一个”，例如“一个屏幕”。如果是重要的元素，接下来的引用就会说成“所述屏幕”；或者说成“该屏幕”，如果是次要的元素的话。在一条权利要求内混杂名词短语和动词短语是不适当和不合逻辑的。在一条独立权利要求和它的从属权利要求之间也是这样。

### 吉普森权利要求
在美国专利法中，吉普森权利要求是指方法或者产品权利要求的一个或者多个限制是以有别于前序部分的新颖性来表达的。打个比方，它们可以这么写：“一种用于存储信息的系统包括...其中进步包括：”。在美国的实践中，美国专利商标局的专利审查员在专利申请中可能会引用前序的内容作为“申请人承认的在先技术”来进行基于U.S.C.103(a)的显而易见性的对吉普森权利要求的驳回，也可能作为“申请人承认的在先技术”来进行基于U.S.C.103(a)的显而易见性的对其它审查的独立和从属权利要求的驳回。
在一个拥挤的技术领域中，吉普森权利要求对于吸引审查员对于一项发明的新颖性的注意而不需要申请人就此向审查员陈述意见或者修改专利申请来说非常有用。这些陈述或者修改对于未来的专利诉讼会有害处，就如同Festo判决中的情况那样。
这种权利要求的名称来源于一个案子，Ex parte Jepson，是于1917年裁决的。

### 马库什权利要求
主要用于化学领域的马库什权利要求或结构是一种在一个或多个部分的化合物中具有多种“功能等同”的化学成分的权利要求。根据《Patent Law for the Nonlawyer》的定义（Burton A. Amernick；第二版，1991年）， 
“在描述...成分化合物的的权利要求中，有时候对于它来说很重要的一种替代选择就是一组对于该发明来说功能相同的成分....例如人造群组等的权利要求是允许的，并被叫做「马库什群组」自从第一个案例中的发明人...赢得了这么做的权利”
如果申请专利的化合物包括几个马库什群组，则其包括的可能的化合物数量也许会非常大。没有哪个专利数据库能产生所有可能的排列并且为它们进行索引。专利研究者在寻找特定的化学药品，以试图找到所有具有包括该化学药品的马库什结构的专利，即使这些专利的索引不包括适合的特定的化合物的时，会有这样的问题。这就是为什么能够寻找化学子结构的数据库是不必可少的原因。
马库什权利要求根据尤金·马库什而得名。他是于1920年第一个在美国专利中成功使用这种权利要求的发明人。

### 手段加功能权利要求
手段加功能权利要求是一种包括用一些功能来描述的技术特征的权利要求，如“将数字电信号转换成模拟电信号的手段”。 手段加功能权利要求受到35 U.S.C. 112第6段的管理。手段加功能权利要求的元素被限制在所发挥的功能对应的应用结构内，并包括其所有的等同物。

### 多项权利要求
所谓的多项权利要求是指它包括对说明书或者附图的引用，但是却没有任何对该产品或方法的直接技术特征描述。例如，它们可以写成”'如说明书中描述的装置”或者“一个如图y所表示的x”。欧洲专利公约中，多项权利要求是被禁止的，“除非绝对必要”，  但是在某些国家的专利局是允许的，例如英国专利局。

### 以方法限定物品的权利要求
以方法限定物品的权利要求是指在该条权利要求里物品是由它被制造的过程定义的，特别是在制药和化学行业里。例如，它们可以写成“由权利要求X的过程获得的产品，”“由...等步骤制造的产品...”，等等。  
根据欧洲的做法，它们应该被解释成“ 能由权利要求...的过程所获得的产品”。它们只在当该产品能被授予专利，同时如果该产品不能靠其自身充分的定义的时候（提到其成分，结构或者其它可测试的参数，而没有提到任何过程），才能够被允许。以方法限定物品的权利要求给予的保护范围不应该与直接通过主张的制造过程而得到产品的单纯过程权利要求给予的保护范围相混淆。
在美国，判例法提出就算是可以靠结构元素充分描述的产品也可以使用以方法限定物品的权利要求。

### 瑞士型权利要求
瑞士型权利要求，或者叫做“瑞士型的用途权利要求”，是覆盖某种已知的物质或化合物的第二种或随后的医学用途（或指征）的权利要求。考虑一种化合物，如果它已经被普遍认识，并且也具有一种医学用途（例如医治头痛）。如果之后它被发现具有第二种医学用途（例如修复脱发），那么发现这种属性的人也会想要通过获得专利来保护这种新的用途。
然而，该物质本身是已知的，且不能获得专利。根据「欧洲专利公约第54条」它不具有新颖性。同时一种医学配方的一般概念也不能包括这种化合物。这是由第一种医学用途得知的，因此根据該公約它不具有新颖性。只有治疗方法是新的。然而，对于人体的治疗方法不被认为是发明，因为根据欧洲专利法它是易受工业应用影响的，因此也不能获得专利。
欧洲专利局上诉委员会通过允许权利要求保护“在制造治疗情况Y的医药中使用物质X”而解决了这个问题。 这既符合法律要求（它主张的是制造，而非治疗方法），同时也满足了制药行业的要求。因为这种权利要求首先在瑞士被允许，它们也被叫做“瑞士型权利要求”。

### 其它类型
- 组合物权利要求
- 延展权利要求
- 信号权利要求

## 进一步阅读
- （英文）以方法限定物品的权利要求的构建，第11次欧洲专利法官研讨会，哥本哈根，2003年欧洲专利局官方刊物，特别版本，No. 2, p. 20-75（pdf （页面存档备份，存于））